# Кубок Польщі з футболу 2011—2012
Кубок Польщі з футболу 2011—2012 — 58-й розіграш кубкового футбольного турніру в Польщі. Трофей здобула «Легія».

## Календар
| Раунд                   | Дата                         | Матчі | Клуби   |
| ----------------------- | ---------------------------- | ----- | ------- |
| Перший попередній раунд | 19-20 липня 2011             | 26    | 86 → 60 |
| Другий попередній раунд | 2-10 серпня 2011             | 12    | 60 → 48 |
| Перший раунд            | 16-23 серпня 2011            | 16    | 48 → 32 |
| 1/16 фіналу             | 20-28 вересня 2011           | 16    | 32 → 16 |
| 1/8 фіналу              | 18 жовтня — 9 листопада 2011 | 8     | 16 → 8  |
| 1/4 фіналу              | 13-14/20-21 березня 2012     | 8     | 8 → 4   |
| 1/2 фіналу              | 3-4/10-11 квітня 2012        | 4     | 4 → 2   |
| Фінал                   | 24 квітня 2012               | 1     | 2 → 1   |

## Перший попередній раунд
| Команда 1               | Рахунок         | Команда 2                     |
| ----------------------- | --------------- | ----------------------------- |
| 19 липня 2011           |                 |                               |
| Сталь (Ряшів)           | 0:1 дч          | Окоцимський                   |
| 20 липня 2011           |                 |                               |
| Хураган (Моронг)        | 3:3 дч пен. 5:3 | Балтик (Гдиня)                |
| Балтик (Кошалін)        | 0:2             | Завіша (Бидгощ)               |
| Лех (Рипін)             | 1:0             | Єзьорак (Ілава)               |
| Сокул (Клечев)          | 9:3             | Полонія (Слубіце)             |
| Іланка (Жепін)          | -:+             | Ярота (Яроцин)                |
| Влокнярж (Зелюв)        | 2:3             | Світ (Новий-Двір-Мазовецький) |
| Мазур (Карчев)          | 0:2 дч          | Вігри (Сувалки)               |
| Подлясє-2               | 2:3             | Сокул (Сокулка)               |
| Хробри                  | +:-             | Чарні (Жагань)                |
| Розвой-2                | 5:2 дч          | Гурник (Валбжих)              |
| Турбія                  | 1:0 дч          | Мотор (Люблін)                |
| Лімановія               | 2:0             | Ракув                         |
| Хойнічанка              | 2:3             | Рух (Здзешовіце)              |
| Рух (Високе-Мазовецьке) | -:+             | Олімпія (Ельблонг)            |
| Пелікан (Лович)         | 2:0             | Заглембє (Сосновець)          |
| Полонія (Новий Томишль) | -:+             | ГКС (Тихи)                    |
| Тур (Турек)             | 1:2             | Елана (Торунь)                |
| Ресовія (Ряшів)         | +:-             | Надажин                       |
| Лехія (Зелена Гура)     | 0:1             | Нєльба (Вонгровець)           |
| Старт (Отвоцьк)         | 2:3             | Зніч (Прушкув)                |
| Пуща (Неполомиці)       | 1:1 дч пен. 5:3 | Сталь (Стальова Воля)         |
| Гриф (Вейгерово)        | 1:0             | Олімпія (Грудзьондз)          |
| Аліт (Ожарув)           | 1:7             | Вісла (Плоцьк)                |
| Старт (Намислув)        | 0:3             | Медзь (футбольний клуб)       |
| ЛКС 1926 Ломжа          | 2:3             | ОКС 1945 (Ольштин)            |

## Другий попередній раунд
Команди Рух (Здзешовіце) та Ярота (Яроцин) пройшли до наступного раунду після жеребкування.
| Команда 1                     | Рахунок         | Команда 2               |
| ----------------------------- | --------------- | ----------------------- |
| 2 серпня 2011                 |                 |                         |
| ГКС (Тихи)                    | 1:3             | Елана (Торунь)          |
| Сокул (Клечев)                | 3:2             | Лех (Рипін)             |
| Зніч (Прушкув)                | 0:1             | Пуща (Неполомиці)       |
| 3 серпня 2011                 |                 |                         |
| Хураган (Моронг)              | 0:1             | ОКС 1945 (Ольштин)      |
| Сокул (Сокулка)               | 1:0             | Вігри (Сувалки)         |
| Ресовія (Ряшів)               | 5:3             | Вісла (Плоцьк)          |
| Хробри                        | 3:2 дч          | Медзь (футбольний клуб) |
| Турбія                        | 0:4             | Лімановія               |
| Окоцимський                   | 1:0             | Пелікан (Лович)         |
| Розвой-2                      | 1:0             | Нєльба (Вонгровець)     |
| Світ (Новий-Двір-Мазовецький) | 0:2             | Олімпія (Ельблонг)      |
| 10 серпня 2011                |                 |                         |
| Гриф (Вейгерово)              | 3:3 дч пен. 4:3 | Завіша (Бидгощ)         |

## Перший раунд
| Команда 1          | Рахунок         | Команда 2                       |
| ------------------ | --------------- | ------------------------------- |
| 16 серпня 2011     |                 |                                 |
| Хробри             | +:-             | Одра (Водзіслав-Шльонський)     |
| Лімановія          | +:-             | ГКП (Гожув-Великопольський)     |
| Елана (Торунь)     | 1:3 дч          | Флота (Свіноуйсьце)             |
| Окоцимський        | 2:2 дч пен. 4:2 | КС (Польковіце)                 |
| Пуща (Неполомиці)  | 0:0 дч пен. 4:2 | ГКС (Катовиці)                  |
| Рух (Здзешовіце)   | 2:0             | Колеяж (Струже)                 |
| 17 серпня 2011     |                 |                                 |
| Розвой-2           | +:-             | КСЗО (Островець-Свентокшиський) |
| Сокул (Клечев)     | 0:2             | МКС (Ключборк)                  |
| Олімпія (Ельблонг) | 1:1 дч пен. 4:3 | Варта (Познань)                 |
| Сокул (Сокулка)    | 2:3 дч          | Рух (Радзьонкув)                |
| ОКС 1945 (Ольштин) | 1:0 дч          | Погонь (Щецин)                  |
| Гриф (Вейгерово)   | 1:0             | Сандеція                        |
| Термаліка Брук-Бет | 0:2             | ЛКС (Лодзь)                     |
| П'яст (Гливиці)    | 5:2 дч          | Гурник (Ленчна)                 |
| Ярота (Яроцин)     | 0:1 дч          | Долькан (Зомбки)                |
| 23 серпня 2011     |                 |                                 |
| Ресовія (Ряшів)    | 1:3             | Подбескідзе                     |

## 1/16 фіналу
| Команда 1           | Рахунок         | Команда 2            |
| ------------------- | --------------- | -------------------- |
| 20 вересня 2011     |                 |                      |
| Хробри              | 0:3             | Лех (Познань)        |
| Долькан (Зомбки)    | 0:1             | Гурник (Забже)       |
| Лімановія           | 1:0             | Лехія (Гданськ)      |
| 21 вересня 2011     |                 |                      |
| Розвой-2            | 1:4             | Легія (Варшава)      |
| Олімпія (Ельблонг)  | 0:0 дч пен. 1:3 | Арка (Гдиня)         |
| Гриф (Вейгерово)    | 1:0             | Корона (Кельці)      |
| П'яст (Гливиці)     | 0:1             | Краковія             |
| Рух (Радзьонкув)    | 0:4             | Полонія (Варшава)    |
| Рух (Здзешовіце)    | 3:1             | Ягеллонія (Білосток) |
| МКС (Ключборк)      | 3:2             | Заглембє (Любін)     |
| ЛКС (Лодзь)         | 0:1 дч          | Рух (Хожув)          |
| 22 вересня 2011     |                 |                      |
| Флота (Свіноуйсьце) | 2:4             | Вісла (Краків)       |
| 27 вересня 2011     |                 |                      |
| Окоцимський         | 1:3             | Шльонськ (Вроцлав)   |
| Подбескідзе         | 3:0             | ГКС (Белхатув)       |
| 28 вересня 2011     |                 |                      |
| Пуща (Неполомиці)   | 1:1 дч пен. 4:5 | Полонія (Битом)      |
| ОКС 1945 (Ольштин)  | 0:1             | Відзев (Лодзь)       |

## 1/8 фіналу
| Команда 1        | Рахунок | Команда 2          |
| ---------------- | ------- | ------------------ |
| 18 жовтня 2011   |         |                    |
| Гриф (Вейгерово) | 1:0     | Гурник (Забже)     |
| Подбескідзе      | 0:1     | Шльонськ (Вроцлав) |
| 19 жовтня 2011   |         |                    |
| Рух (Здзешовіце) | 1:0     | МКС (Ключборк)     |
| Арка (Гдиня)     | 3:1     | Полонія (Варшава)  |
| 25 жовтня 2011   |         |                    |
| Полонія (Битом)  | 1:3 дч  | Лех (Познань)      |
| 26 жовтня 2011   |         |                    |
| Лімановія        | -:+     | Вісла (Краків)     |
| Легія (Варшава)  | 3:0     | Відзев (Лодзь)     |
| 9 листопада 2011 |         |                    |
| Рух (Хожув)      | 2:1 дч  | Краковія           |

## 1/4 фіналу
| Команда 1          | Заг.    | Команда 2          | 1-й матч | 2-й матч |
| ------------------ | ------- | ------------------ | -------- | -------- |
| 13/20 березня 2012 |         |                    |          |          |
| Гриф (Вейгерово)   | 1:4     | Легія (Варшава)    | 0:3      | 1:1      |
| Лех (Познань)      | 0:2     | Вісла (Краків)     | 0:1      | 0:1      |
| 14/21 березня 2012 |         |                    |          |          |
| Рух (Здзешовіце)   | 2:6     | Рух (Хожув)        | 1:4      | 1:2      |
| Арка (Гдиня)       | 3:3 (ч) | Шльонськ (Вроцлав) | 2:0      | 1:3      |

## 1/2 фіналу
| Команда 1        | Заг.         | Команда 2       | 1-й матч | 2-й матч |
| ---------------- | ------------ | --------------- | -------- | -------- |
| 3/10 квітня 2012 |              |                 |          |          |
| Рух (Хожув)      | 4:4 пен. 6:5 | Вісла (Краків)  | 3:1      | 1:3 дч   |
| 4/11 квітня 2012 |              |                 |          |          |
| Арка (Гдиня)     | 2:4          | Легія (Варшава) | 1:2      | 1:2      |

## Фінал
| 24 квітня 2012 19:00 (EEST) |

| Легія (Варшава)               | 3:0      | Рух (Хожув) |
| ----------------------------- | -------- | ----------- |
| Любоя 6' Радович 41' Жиро 55' | Протокол |             |

| Кольпортер Арена, Кельці Глядачів: 10 000 Арбітр: Хуберт Сєєвич |